# Slătioarele (okręg Jałomica)
Slătioarele – wieś w Rumunii, w okręgu Jałomica, w gminie Jilavele. W 2011 roku liczyła 442 mieszkańców.